# Beit Aryeh-Ofarim
Beit Aryeh-Ofarim (en hebreo: בֵּית אַרְיֵה-עֳפָרִים) es un asentamiento israelí y concejo localen Cisjordania (Palestina), situado en la gobernación de Ramala y al-Bireh según el sistema administrativo palestino, o en el área de Judea y Samaria según el israelí. Fundado en el año 1981, fue declarado concejo local en 1989 y en 2004 se fusionó con Ofarim. Según la Oficina Central de Estadísticas de Israel, en diciembre de 2010 contaba con una población total de 3900 habitantes.
El poblado fue nombrado en honor a Aryeh Ben-Eliezer, un líder sionista nacido en Lituania, que fue miembro del Knéset en las décadas de 1950 y 1960.
La comunidad internacional considera que los asentamientos israelíes en Cisjordania son ilegales según la Cuarta Convención de Ginebra, de la que Israel es miembro y cuyo artículo 49 especifica que "la Potencia ocupante no podrá efectuar la evacuación o el traslado de una parte de la propia población civil al territorio por ella ocupado". El gobierno israelí no está de acuerdo con esta posición.